# Firas Al-Buraikan
Firas bin Tariq bin Nasser Al-Buraikan ( em árabe: فراس البريكان  ; Riade, 14 de maio de 2000) é um futebolista saudita que atua como atacante. Atualmente joga pelo Al-Ahli.

## Gols pela seleção
Placares e resultados listam a contagem de gols da Arábia Saudita primeiro.
| Nº. | Data                   | Local                                                   | Adversário | Placar | Resultado | Competição                                      |
| --- | ---------------------- | ------------------------------------------------------- | ---------- | ------ | --------- | ----------------------------------------------- |
| 1.  | 27 de novembro de 2019 | Estádio Abdullah bin Khalifa, Doha, Catar               | Kuwait     | 1–3    | 1–3       | Copa do Golfo                                   |
| 2.  | 2 de dezembro de 2019  | Estádio Abdullah bin Khalifa, Doha, Catar               | Omã        | 1–0    | 3–1       | Copa do Golfo                                   |
| 3.  | 14 de novembro de 2020 | Estádio Príncipe Faisal bin Fahd, Riade, Arábia Saudita | Jamaica    | 3–0    | 3–0       | Amistoso                                        |
| 4.  | 7 de outubro de 2021   | Cidade dos Esportes Rei Abdullah, Jidá, Arábia Saudita  | Japão      | 1–0    | 1–0       | Eliminatórias para a Copa do Mundo FIFA de 2022 |
| 5.  | 12 de outubro de 2021  | Cidade dos Esportes Rei Abdullah, Jidá, Arábia Saudita  | China      | 3–1    | 3–2       | Eliminatórias para a Copa do Mundo FIFA de 2022 |
| 6.  | 27 de janeiro de 2022  | Cidade dos Esportes Rei Abdullah, Jidá, Arábia Saudita  | Omã        | 1–0    | 1–0       | Eliminatórias para a Copa do Mundo FIFA de 2022 |

## Títulos

### Clube
Al-Nassr
- Liga Profissional Saudita: 2018–19
- Supercopa da Arábia Saudita: 2019, 2020

Al-Ahli
- Liga dos Campeões da AFC: 2024–25[2]